# Royal Thai Government Gazette
Die Royal Thai Government Gazette  oder kurz Royal Gazette (RG; thailändisch ราชกิจจานุเบกษา Ratcha Kitcha Nubeksa) ist eine offizielle Veröffentlichungsstelle für amtliche Bekanntmachungen der thailändischen Regierung.

## Frühe Geschichte
Die Royal Gazette wurde erstmals am 15. März 1858 von König Mongkut (Rama IV.) herausgegeben, um Regierungsbeamte und die Öffentlichkeit über Neuigkeiten im Land zu informieren. Bereits 1839 hatte König Phra Nang Klao (Rama III.) 9.000 Kopien eines Gesetzes gegen den Handel und das Rauchen von Opium drucken lassen. Ansonsten hatten königliche Schreiber alle Dekrete per Hand auszufertigen.
König Mongkut (Rama IV.) ließ im Palast eine Druckerei einrichten, um die Royal Gazette zu veröffentlichen und offizielle Verlautbarungen der Regierung zu verbreiten. Es gilt als sicher, dass die ersten Texte der Royal Gazette in den Anfangsjahren aus der Feder des Königs stammten, denn die Veröffentlichungen wurden für etwa 18 Monate unterbrochen, als Rama IV. keine Zeit zum Texten hatte.
Im Mai 1874 begann König Chulalongkorn (Rama V.) mit der wöchentlichen Herausgabe der Gazette, wobei nun eine Seriennummer eingeführt wurde, an der man die verschiedenen Ausgaben erkennen kann. 1879 trat erneut eine Unterbrechung der Herausgabe ein, und erst 1882 – zur Hundertjahrfeier der Hauptstadt Bangkok – wurde die Herausgabe mit der Royal Gazette Special fortgesetzt. Seit 1884 erscheint sie wieder im wöchentlichen Rhythmus.
1889 wurde der Inhalt mehr an westlichen Standards angepasst. Ankündigungen der Regierung, Befehle des Königs, Gesetze und Richtlinien für Ministerien und Beamte erschienen nun ebenfalls in der Gazette.
Der Subskriptionspreis war acht Baht pro Jahr für Selbstabholer und zehn Baht pro Jahr für die Zusendung mit Boten.